# 大井さちこ
大井 さちこ（おおい さちこ、1962年 - ）は、東京生まれの日本の版画家・童画家である。

## 略歴
市谷小学校在学中より山本日子士良に油彩画を学び、1988年頃より絵本や銅版画を製作し始め、グループ展などにも出品。 エッチングにやわらかな彩色を施した、独特の色使いと、ストーリー性のある作品世界を持つ小品に注目が集まった。当初は本名の田澤幸子の名で版画やパステル画を製作をしていたが2003年に児童文学書の挿絵・表紙絵を担当したのを機に、大井さちこの名で銅版画の製作を中心に行うようになった。
クラシックピアニスト大井和郎は実兄である。

## 作品
- 猫の肖像(パステル画1995.8)。
- お茶の水女子大学附属幼稚園の風景(銅版画1999.3)―お茶の水女子大学附属幼稚園1998年度卒園記念品用に作成。なお同画は、お茶の水女子大学附属幼稚園創立130周年記念式典用記念絵葉書収納封筒(2006.11)にも使用(印刷)されている。
- ねこの秘密―村松良美詩集(2003.7)表紙画・挿絵を担当(使用原画は総て銅版画)。
- 原っぱの虹―菊永謙詩集(2003.11)表紙画・挿絵を担当(使用原画は総て銅版画)。
- 空の入り口―海沼松世詩集(2004.12)表紙画・挿絵を担当(使用原画は総て銅版画)。
- 梅津家家臣大井光基伝―大井俊郎著(2006.4)挿絵を担当
- 風のシンフォニー ― 白石はるみ詩集(2006.9)表紙画・挿絵を担当(使用原画は総て銅版画)。
- 日本児童文学 2006 9-10(2006.10),2006 11-12(2006.12)表紙画・挿絵を担当(使用原画は総て銅版画)。
- ネバーランド Vol.9(2007.10),Vol.10(2008.4),Vol.11(2009.4),Vol.11(2009.11)表紙・扉画を担当。
- 少年誌の学校 11(2011.9)表紙・裏表紙の絵(原画は銅版画)を担当。
- Ricordo(お茶の水女子大学附属高等学校校舎と敷地内を歩く猫をモチーフとした銅版画 2012.2)
- 子どもと詩の架橋－菊永謙著（2014.7）表紙・扉画(原画は銅版画)を担当。
- 詩集　仙人－加藤丈夫著（2014.9）表紙画・挿絵を担当(使用原画は総て銅版画)。
- 三日月のひと－江本あきこ詩集（2014.12）表紙画・挿絵を担当(使用原画は総て銅版画)。
- かくれんぼ－まえだとしえ著（2019.12）表紙画・挿絵を担当。
- ざわざわ5(2020.9)表紙画・扉画を担当。
- 山中利子詩集(2021.2)表紙画を担当。
- 内田麟太郎詩集(2021.5)表紙画を担当。
- 空のピアノー清水ひさし詩集(2022.3)表紙画・挿絵を担当(銅版画・墨画)。
- 畑島喜久生詩集(2022.5)表紙画を担当。
- 田代しゅうじ詩集(2022.7)表紙画を担当。